# 孔桂
孔 桂（こう けい、生没年不詳）は、中国後漢末期から三国時代の魏にかけての武将。字は叔林。孔掛とも記される。天水郡の人。『魏略』では秦朗とともに『佞幸編』に収録されていたという。

## 事跡
人に媚びへつらう人柄だった。建安年間の初め頃から、将軍楊秋の部下として曹操の下へ派遣されており、曹操からは騎都尉に任命された。
曹操に非常に愛されており、孔桂はいつもそのそばに付き従っていた。曹操の機嫌を窺い、適切なときを見計らい小事について多く進言したので、そのうちの多くが用いられて褒美を度々もらっていた。
曹操の寵愛ののちも曹丕や諸侯も孔桂と親交を結んだ。
曹操の後継者問題で曹丕の旗色が悪くなると曹植について、曹丕をおろそかにした。曹丕が即位したのち、黄初年間（220年 - 226年）には附馬都尉に任命されたが、西域から賄賂を受け取り人事配置を有利なようにした。このことで罪を問われ、拷問のすえ死んだ。